# 두보 (장락위위)
두보(竇甫, ? ~ ?)는 전한 중기의 관료로, 조나라 청하군 관진현(觀津縣) 사람이다. 효문황후의 형제이다.

## 사적
건원 2년(기원전 139년), 장락위위 두보는 태복 관부와 함께 술을 마시면서 그에게 무례하게 굴었다. 관부는 술에 취해서 두보를 때렸고, 무제는 관부가 두보를 때린 일로 효문황후가 관부를 죽일까 염려하여, 관부를 연나라 재상으로 전출시켰다.

## 출전
- 사마천, 《사기》 권107 위기무안후열전